# Carlos Brignone
Carlos S. Brignone fue un economista y autor argentino que ocupó la presidencia del Banco Central de la República Argentina entre 1971 y 1972, durante la presidencia de facto de Alejandro Agustín Lanusse, en el marco de la dictadura autodenominada Revolución Argentina. Fue nombrado académico de número (sitial 1) de la Academia Nacional de Ciencias Económicas de Argentina en 1977, cuando gobernaba de facto el país la dictadura autodenominada Proceso de Reorganización Nacional.
Falleció en la Ciudad de Buenos Aires el 14 de septiembre de  1981.

## Libros publicados
- Los límites del crecimiento argentino, Centro de Estudios Comparados, Buenos Aires, 1976, 80 p.

- Los destructores de la economía, Ediciones Depalma, 1980, 144 p. ISBN 10: 9501415643